# Allan Jacobsen (Radsportler)
Allan Jacobsen (* 13. November 1955 in Herning) ist ein ehemaliger dänischer Radrennfahrer.

## Sportliche Laufbahn
Jacobsen war Straßenradsportler. Er war Teilnehmer der Olympischen Sommerspiele 1980 in Moskau. Im olympischen Straßenrennen schied er aus.
1979 gewann er eine Etappe im Milk Race und kam beim Sieg von Juri Kaschirin auf den 36. Gesamtrang, 1980 wurde er 23. in dem Etappenrennen. Er startete für den Verein CC Gentofte.